# Piper PA-16 Clipper
O Piper PA-16 Clipper é uma variante de fuselagem estendida do PA-15 Vagabond. Ambos os modelos foram projetados em 1947 pelo mesmo motivo - a Piper Aircraft se viu em apuros financeiros e precisava criar novos modelos competitivos usando peças e ferramentas existentes. O resultado foi o "Vagabond", essencialmente uma versão com assentos lado a lado do J-3 Cub em conjunto com o crédito de salvar a empresa.

## Projeto e desenvolvimento
O PA-16 Clipper é uma versão mais longa e refinada do "Vagabond" destinada a acomodar quatro pessoas (ou "duas e meia para três", como costuma ser dito pelos pilotos do Clipper). É equipado com um tanque de asa extra, portas adicionadas para dar acesso aos novos assentos e um Lycoming O-235, o mesmo motor que mais tarde acionaria o Cessna 152. O Clipper PA-16 manteve as alavancas de controle que tinham até aquele ponto tem sido comum em aeronaves derivadas da família "Cub".
Em 1949, o Clipper era vendido por US$ 2.995. O avião médio de quatro lugares no mercado naquela época custava mais de US$ 5.000. Apenas 736 Clippers foram construídos em um ano de produção antes de Piper mudar para o Piper PA-20 Pacer.
A Pan Am Airlines, que tradicionalmente chamava seus famosos e luxuosos aviões de passageiros de "Clippers", ofendeu-se com a Piper usando o nome para sua aeronave leve. Como resultado dessa pressão, a Piper refinou ainda mais o modelo, adicionando flaps de asa, mais tanques de combustível e substituiu os manches estilo "joystick" por manches estilo "guidão". Um motor Lycoming O-290 mais potente, de 125 hp foi instalado e este modelo se tornou o Piper PA-20 Pacer.

## Histórico operacional

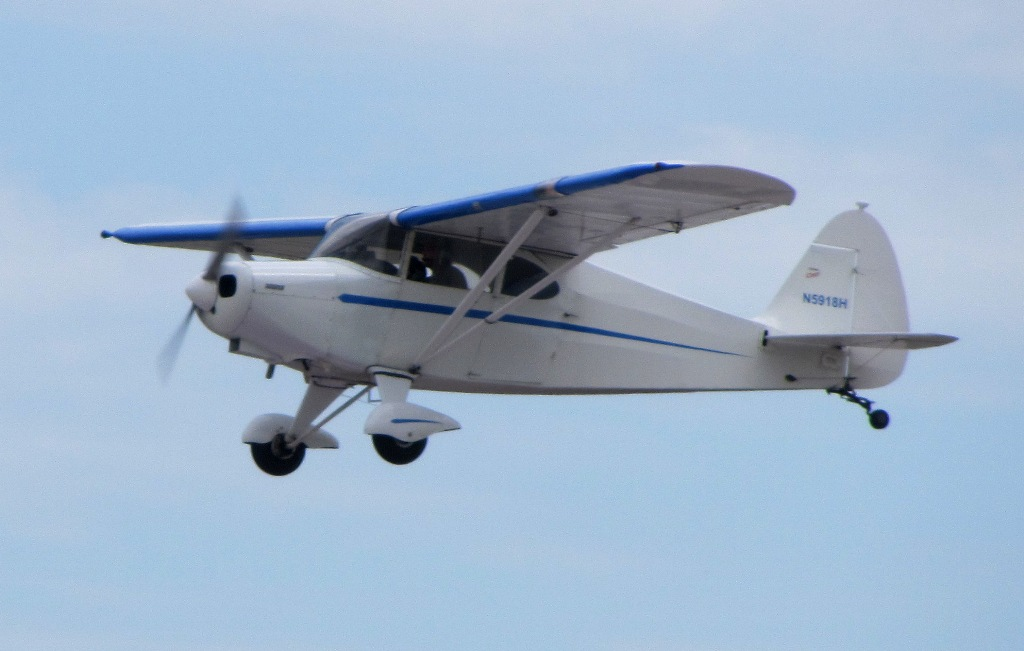
Um Piper PA-16 Clipper em voo.

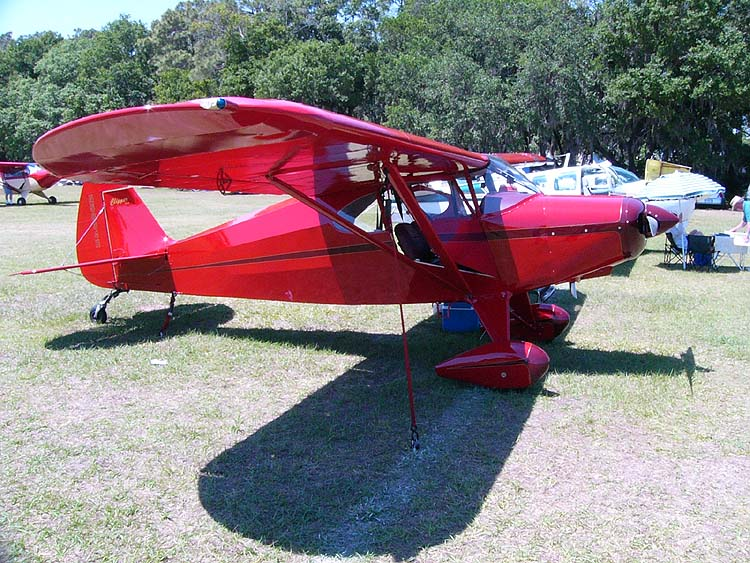
Um Piper PA-16 Clipper no Sun 'n Fun de 2006.

Apesar do baixo número de aeronaves construídas, de acordo com a "Federal Aviation Administration", em abril de 2018 ainda havia 303 exemplares em serviço nos Estados Unidos.

## Especificações (PA-16)
Dados de: Dados de Plane and Pilot: 1978 Aircraft Directory e Fonden Danmarks Flymuseum.
Descrições gerais
- Tripulação: 1 piloto
- Capacidade: 3 passageiros 362 kg de carga útil
- Comprimento: 6,12 m (20 ft)
- Envergadura: 8,92 m (29 ft)
- Altura: 1,88 m (6,2 ft)
- Peso vazio: 385 kg (849 lb)
- Peso bruto (carregado): 750 kg (1 650 lb)

Motorização
- Número de motores: 1x
- Tipo do motor: Lycoming O-235 de 115 hp (85,8 kW)
- Descrição do propulsor/hélice: Hélice de alto rendimento "cruise pitch" de 2 pás

Performance
- Velocidade máxima: 203 km/h (126 mph)
- Velocidade de cruzeiro (Mach): 188 Ma
- Alcance: 778 km (483 mi)
- Razão de subida: 2.9 m/s
- Tecto de serviço: 3 385 m (11 100 ft)